# III (álbum de Bob Sinclar)
III es el tercer álbum de estudio de DJ y productor francés Bob Sinclar. Fue lanzado el 14 de abril de 2003 por su sello discográfico Yellow Productions. Incluye los sencillos "The Beat Goes On" y "Kiss My Eyes". Ocupó el puesto número 24 en Francia.

## Lista de canciones
| Edición estándar |                                            |           |  |
| N.º              | Título                                     | Duración  |  |
| 1.               | «The Beat Goes On» (con Linda Lee Hopkins) | 2:59      |  |
| 2.               | «Kiss My Eyes» (con Camille Lefort)        | 4:20      |  |
| 3.               | «If I Was»                                 | 4:41      |  |
| 4.               | «La Music Is Fantastique»                  | 4:44      |  |
| 5.               | «Nature Boy»                               | 4:50      |  |
| 6.               | «Who Needs Sleep Tonight?» (Version 2002)  | 5:01      |  |
| 7.               | «Sexy Dancer»                              | 5:12      |  |
| 8.               | «I'm Not Perfect» (con Linda Lee Hopkins)  | 4:59      |  |
| 9.               | «Do It»                                    | 3:34      |  |
| 10.              | «Métro Blanche»                            | 3:22      |  |
| 11.              | «Beat The Clock»                           | 3:03      |  |
| 12.              | «Europa»                                   | 4:12      |  |
| 13.              | «So High»                                  | 5:11      |  |
| 14.              | «Fantasy I Wanna Go Bang» (pista oculta)   | 4:41 5:27 |  |
| 70:35            |                                            |           |  |